# Маханьков, Константин Михайлович
Константин Михайлович Маханьков (род. 29 апреля 1980 года) — белорусский тренер по боксу. В 2012—2016 годах старший тренер сборной Республики Беларусь по боксу. Подготовил целую плеяду спортсменов разных видов боевых искусств: Сергей Корнеев, Михаил Долголевец, Евгений Долголевец, Сергей Хомицкий, Виталий Гурков, Максим Сподаренко, Кирилл Грищенко. В 2005—2011 годы был регулярным спарринг-партнёром в ведущих немецких клубах Universum и Zaurland у таких знаменитых боксеров, как Геннадий Головкин, Артур Абрахам, Миккель Кесслер, Жолт Эрдеи и других. Мастер спорта Республики Беларусь по боксу. Основатель и главный тренер клуба M2G.